# Suze Bospora (televizijska serija)
Suze Bospora (tur. Elveda Derken) je turska dramska televizijska serija koja se u turskoj originalno prikazivala 2007. godine. Glavne uloge pripale su turskim glumcima Ece Uslu, Gökhanu Tepeu i Burcu Kari. Radnja je smještena u Istanbulu, a osim u Hrvatskoj, televizijska serija je prikazivana u Sloveniji, Rumunjskoj, Egiptu i Bugarskoj.U Hrvatskoj se premijerno prikazivala od 15. ožujka 2011. do 7. svibnja 2011. na Domi TV (ukupno 54 epizoda).

## Radnja
Lale je domaćica, ima savršenu obitelj koju potajno napušta nakon što otkrije da ima tumor na mozgu. Njezin liječnik postaje joj prijatelj, a nakon brakorazvodne parnice udaljuje se od obitelji.
Uskoro Ege, Lalin bivši suprug i otac njezinih kćeri Ece i Naz, odluči oženiti Zeynep, koja je ujedno i dadilja njegovih kćeri. Ona je napustila Kerima, jer nije mogao imati djece. Svi ti događaji uzrok su mnogih nevolja i rastanaka...

## Uloge
- Ece Uslu → Lale
- Gökhan Tepe → Ateş
- Burcu Kara → Zeynep
- Fatma Karanfil → Ulviye
- Sinan Sümer → Ege
- Tansel Öngel → Kerim
- Aydan Kaya → Şeyda
- Işık Aras → Adile
- Işık Aras → Ayşe
- Seyfettin Karadayı → Kasım

- Ece Bostancı → Zeynep Asu
- Seda Güven → Eda
- Müge Arda → Pınar
- Erdoğan Tutkun → Doktor Erdoğan
- Emre Armağan Özcan → Öğretmen Sami
- Coşkun Özmeriç → Hikmet
- Emre Aksoy → Barış
- Simge Selçuk → Tuna
- Çağla Şimşek → Naz
- Gökhan Aydınlı → Berk
- Ayça Turan → Ece
- İncilay Şahin → Şahika
- İlker Kurt → Çağdaş
- Buket Tuba Güzel → Gül
- Aykut Taşkın → Cevahir
- Mustafa Şimşek → Murat